# Campionati africani di badminton 2009
I Campionati africani di badminton 2009 si sono svolti a Nairobi, in Kenya. È stata la 14ª edizione del torneo, organizzato dalla Badminton Confederation of Africa.

## Podi
| Evento              | Oro                        | Argento                             | Bronzo                           |
| Singolare maschile  | Ola Fagbemi                | Jinkan Ifraimu                      | Steve Malcouzane                 |
| Singolare maschile  | Ola Fagbemi                | Jinkan Ifraimu                      | Abdelrahman Kashkal              |
| Singolare femminile | Juliette Ah-Wan            | Stacey Doubell                      | Catherina Paulin                 |
| Singolare femminile | Juliette Ah-Wan            | Stacey Doubell                      | Susan Ideh                       |
| Doppio maschile     | Jinkan Ifraimu Ola Fagbemi | Dorian James Chris Dednam           | Georgie Cupidon Steve Malcouzane |
| Doppio maschile     | Jinkan Ifraimu Ola Fagbemi | Dorian James Chris Dednam           | Sahir Edoo Yoni Louison          |
| Doppio femminile    | Grace Daniel Mary Gideon   | Stacey Doubell Kerry-Lee Harrington | Juliette Ah-Wan Catherina Paulin |
| Doppio femminile    | Grace Daniel Mary Gideon   | Stacey Doubell Kerry-Lee Harrington | Annari Viljoen Michelle Edwards  |
| Doppio misto        | Ola Fagbemi Grace Daniel   | Georgie Cupidon Juliette Ah-Wan     | Dorian James Stacey Doubell      |
| Doppio misto        | Ola Fagbemi Grace Daniel   | Georgie Cupidon Juliette Ah-Wan     | Sahir Edoo Shama Aboobakar       |
| Gara a squadre      | Sudafrica                  | Seychelles                          | Mauritius                        |